# Praga Grand
La Grand était une voiture de luxe de la marque Praga. Elle fut produite de 1912 à 1932. Si elle n’atteignit jamais la réputation des modèles de constructeurs comme Bugatti, Hispano-Suiza ou Rolls-Royce, ses qualités routières, son grand confort et ses finitions raffinées en firent l’un des véhicules les plus prisés de la haute société d’Europe Centrale. Elle fut entre les deux guerres l'emblème prestigieux du dynamisme économique et du savoir faire technologique de la Première république tchécoslovaque.

## Historique
La Praga Grand fut créée en 1912. Il s’agissait du deuxième modèle lancé par la marque, après la Praga Mignon, et comme cette dernière avait été conçue par l’ingénieur František Kec.
Trois prototypes furent assemblés et inscrits en guise de test dans des épreuves de courses de côte. Ils y obtinrent des places flatteuses qui confirmèrent leurs qualités routières et attirèrent l’attention des observateurs. En 1913, une Grand pilotée par Vladimír Bondy l’emporta dans sa catégorie lors de la course Zbraslav–Jíloviště, l’une des plus prestigieuses de l’époque.
Ces succès suscitèrent d’importantes commandes de la part de l’armée austro-hongroise, qui utilisa le véhicule pour les déplacements des officiers supérieurs et des états-majors, mais aussi pour aménager des ambulances et des voitures de pompiers.

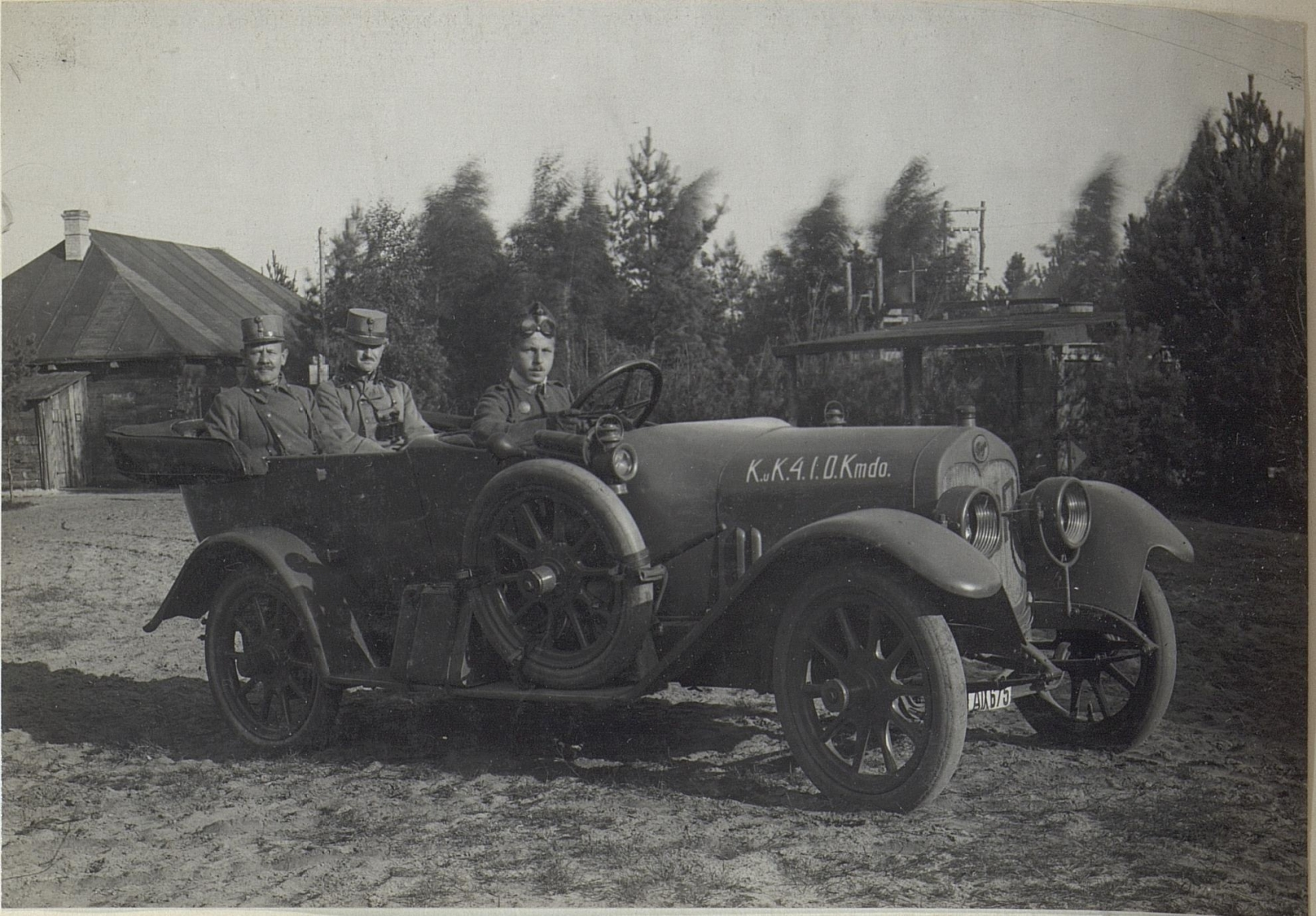
Le colonel d'Etat-Major Purtscher photographié dans une Grand en 1917

La Première Guerre mondiale fit exploser la demande, au point que l’usine de Libeň ne pouvant y répondre, une ligne de production sous licence fut mise en place dans une usine de matériel ferroviaire, la Magyar Waggon à Győr en Hongrie.
Jusqu’à la fin de la guerre, 335 exemplaires de Praga Grand furent produits en sept séries.
Après la guerre, la Grand ne cessa de monter en gamme : ses dimensions et ses performances augmentèrent, tout comme la sophistication de son équipement intérieur.
Elle fut adoptée par les hautes sphères des classes dirigeantes. En 1916 déjà, une voiture avait été livrée à l’empereur d’Autriche. Lors de la création de la Tchécoslovaquie en tant qu’état indépendant, une Grand fut offerte en 1919 au nouveau président Tomáš G. Masaryk qui en fit sa voiture officielle et l’emblème du savoir-faire des entreprises nationales.

Evolutions de la Grand
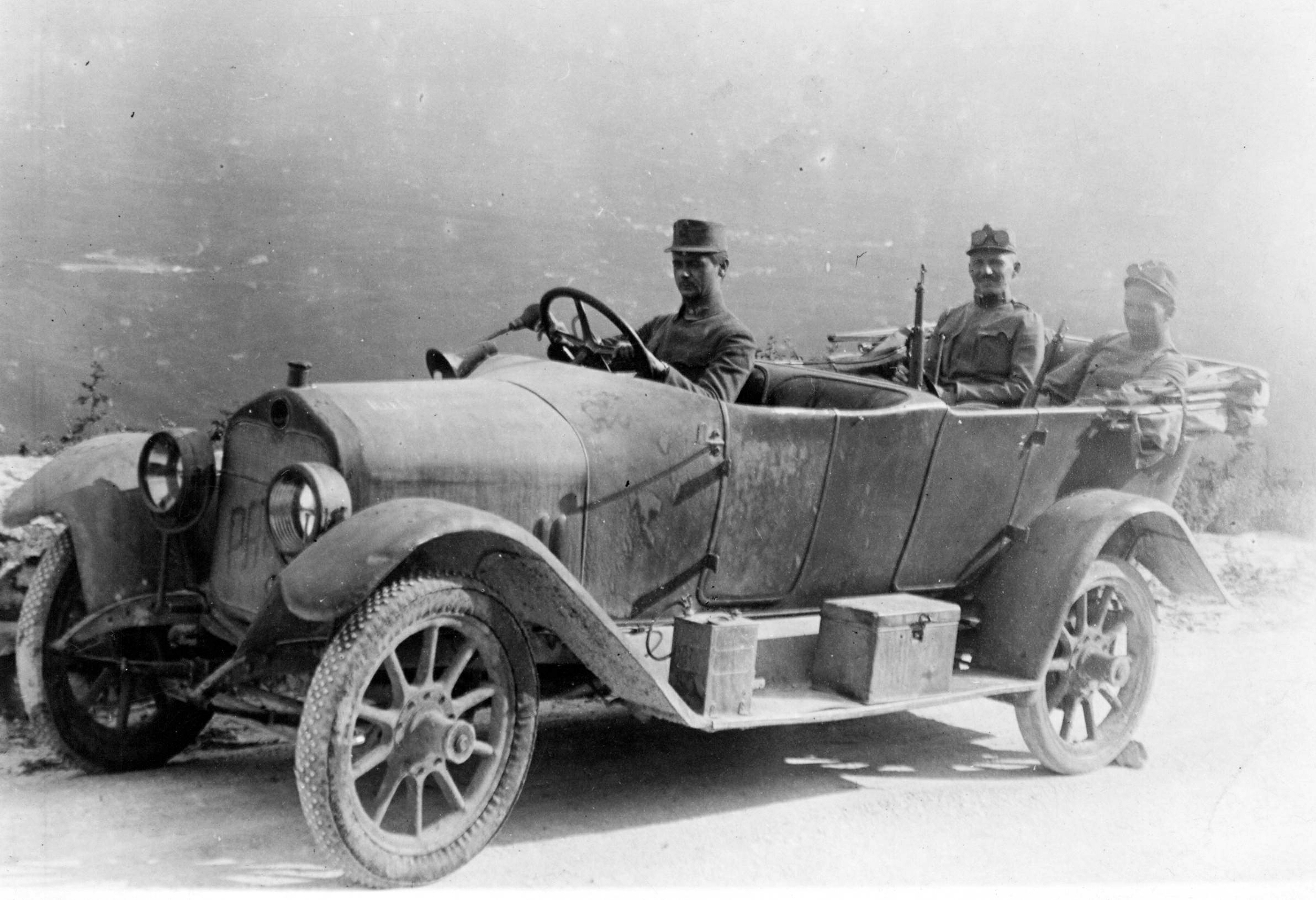
1914
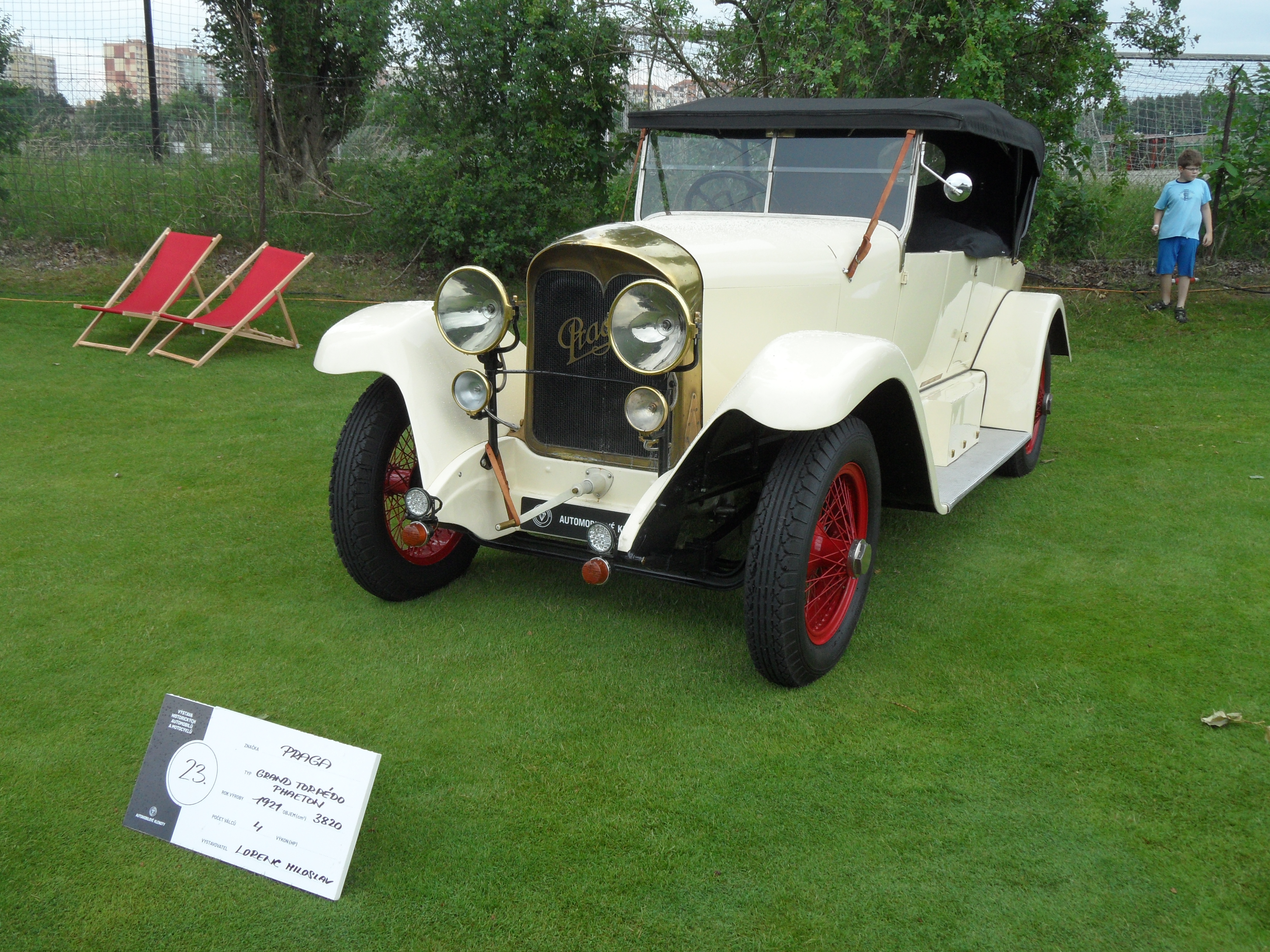
1921
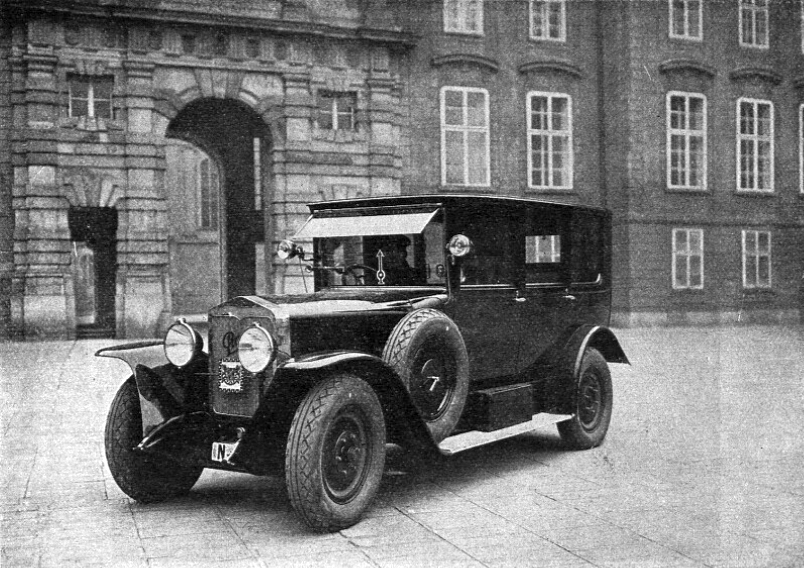
1925 (T.G. Masaryk)
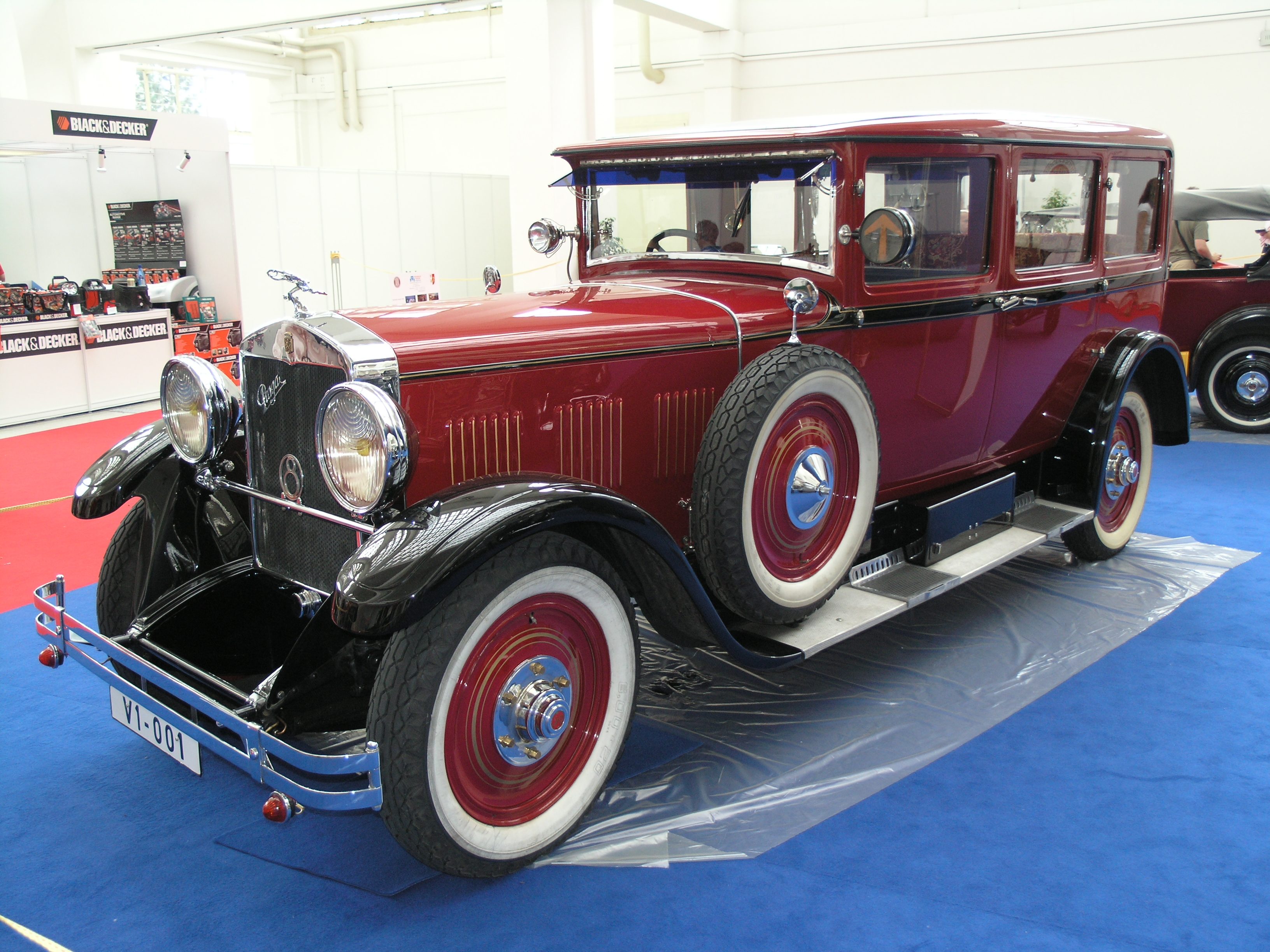
1929
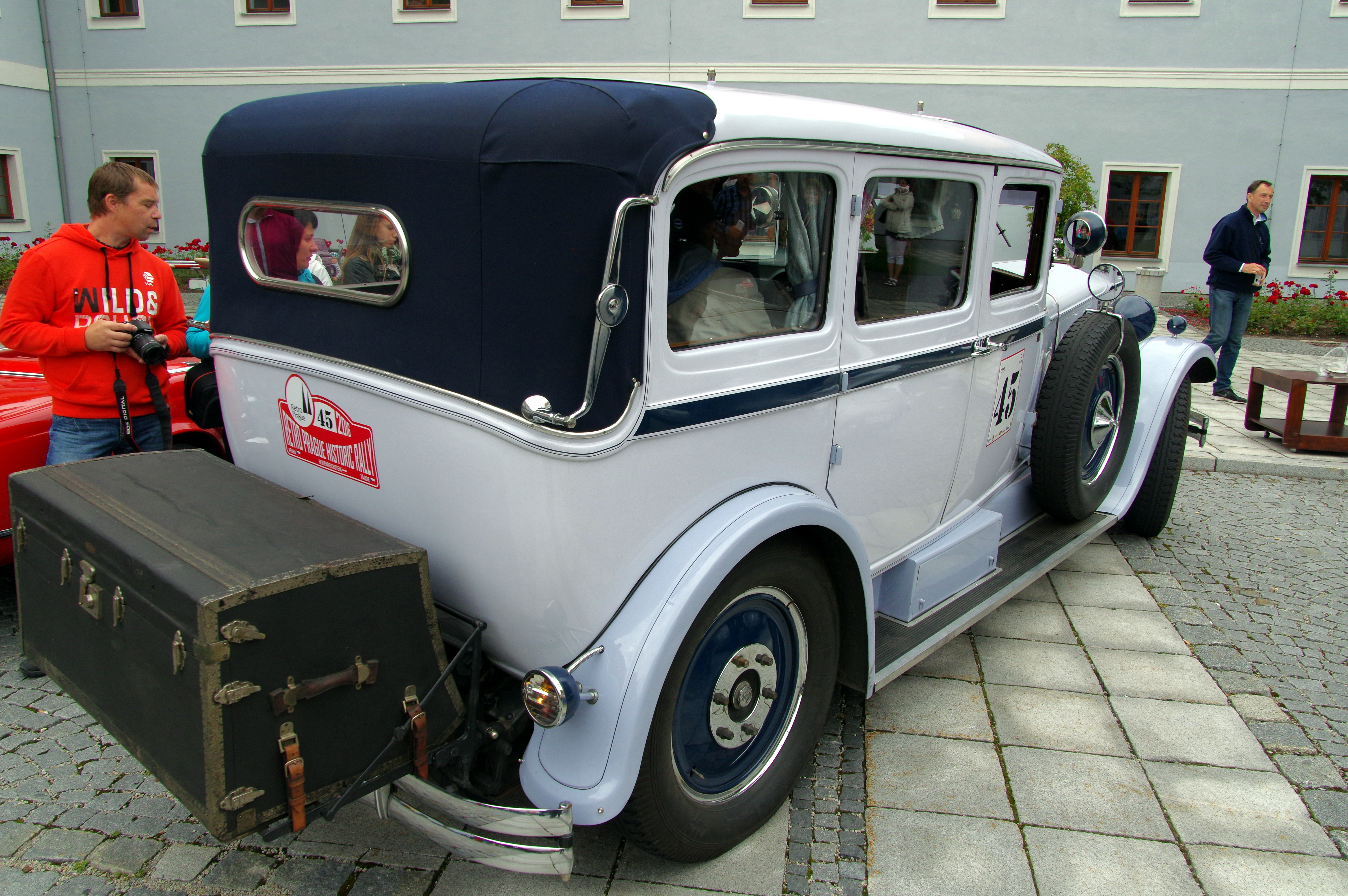
1929

Un tournant majeur fut pris en 1927 avec l’adoption d’un moteur huit cylindres en ligne à  la place du quatre cylindres d’origine. Cela renforça encore son prestige, lui valant le surnom de « Rolls-Royce de Tchécoslovaquie ».
La crise économique mit fin brutalement à sa carrière et sa production fut arrêtée en 1932.
Lorsque Masaryk, gravement malade, quitta le pouvoir en1935, Edvard Beneš, son successeur, lui offrit la dernière des limousines présidentielles.

## Caractéristiques techniques
A l’origine, la voiture était équipée d’un moteur à quatre cylindres de 3 824 cm3 (alésage x course : 90 x 150 mm) à refroidissement par eau et à soupapes latérales. Il développait 45 ch à 1 800 tr/min. A noter que ce moteur était également celui des premiers tracteurs agricoles produits par la marque. Le freinage était mécanique à tambours.
Le châssis avait un empattement de 3,1 m pour une longueur de 4,7 m et un poids de 1 130 kg. Avec une carrosserie fermée à six places de type limousine, le véhicule pesait 2 150 kg.
Ces caractéristiques ne varièrent pas jusqu’à la 8e série, c’est-à-dire lorsque la production pour le marché civil redémarra après la guerre.
La version de 1919 gagna en dimensions avec un empattement porté à 3,30 m et une longueur de 4,80 m, pour un poids de 1 130 kg. Le moteur développait 53 ch et la vitesse atteignait 95 km/h.
En 1922, la Grand fut la premier modèle de la marque à être équipée d’un démarreur électrique. Le véhicule était équipé de feux électriques et le tableau de bord était rétro-éclairé.
Septembre 1927 marqua un tournant avec le lancement de la série 14 qui accueillait un nouveau moteur huit cylindres en ligne à soupapes en tête d’une cylindrée de 3 392 cm3 (70 x 110 mm), développant 60 ch à 3 000 tr/min pour une consommation d’essence de 16-20 litres aux 100 km, ce qui marquait une nette amélioration par rapport aux modèles précédents. Le poids variait entre 1 780 et 1 930 kg. Le véhicule pouvait atteindre 100 km/h.
La voiture était équipée de freins à assistance hydraulique, de rapports de troisième et quatrième vitesses synchronisés, d’une commande de clignotants intégrée au volant avec retour automatique, et même d’un compresseur pour gonfler les pneus.

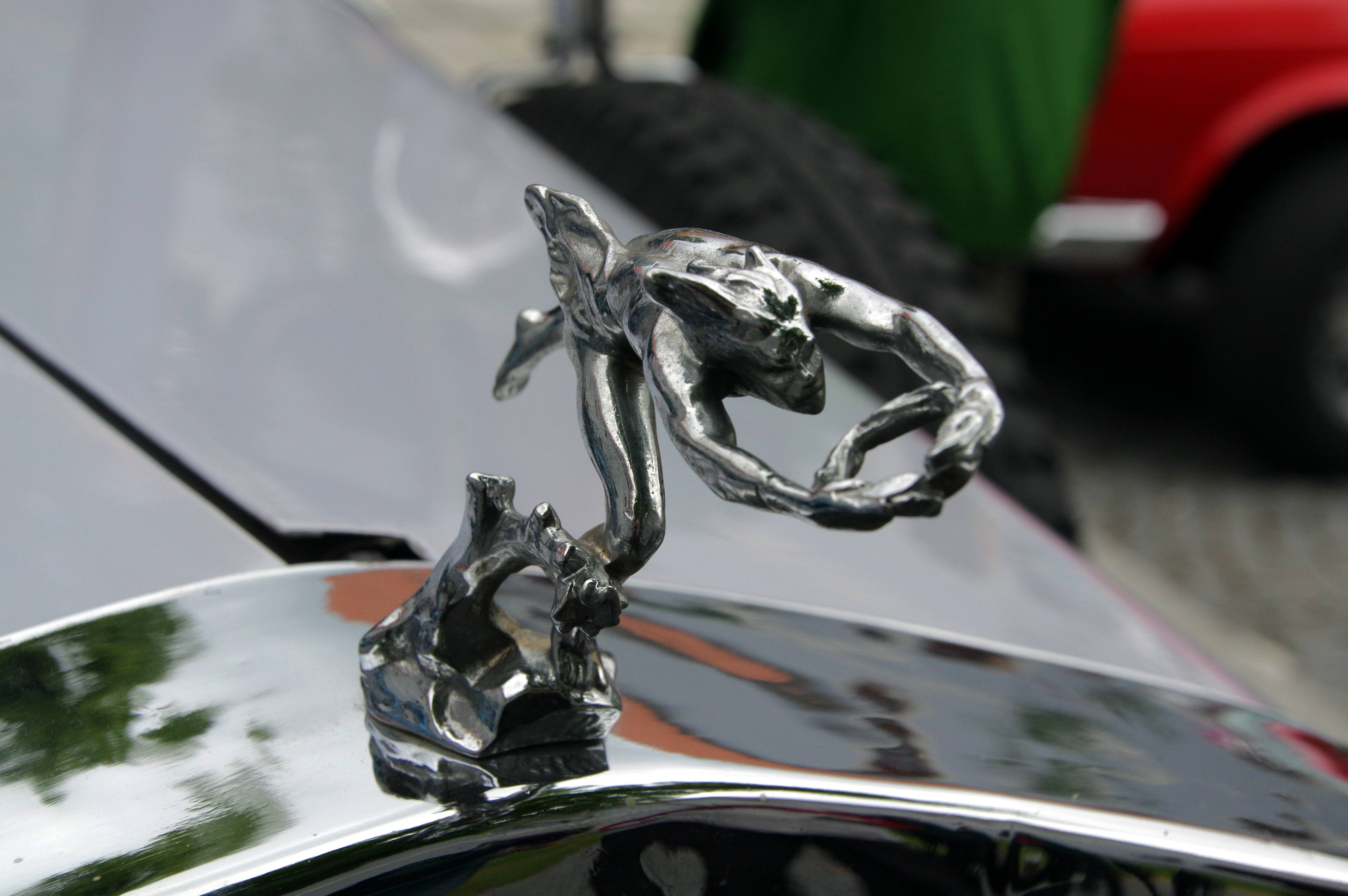
Le Génie de l'Automobile, mascotte créée par Ladislav Šaloun pour la Grand

L’allure extérieure était imposante, voire majestueuse. Le radiateur arborait une nouvelle mascotte : le Génie de l’Automobile, représenté par un coureur avec une couronne de lauriers, œuvre du sculpteur Ladislav Šaloun. Les premiers modèles étaient ornés d’une mascotte en forme d’escargot, symbolisant la robustesse et la persévérance, ainsi que l’aptitude à gravir les pentes les plus abruptes.
La Grand s’illustrait surtout par le raffinement de sa décoration intérieure et la qualité de ses équipements. Le tableau de bord comportait compteur de vitesse, compteur kilométrique, horloge et jauge de carburant. Il était, ainsi que les moulures des portes, fabriqué en bois noble. Le cuir et les tissus de luxe dominaient pour les intérieurs. Parmi ses équipements innovants figuraient un éclairage automatique des marchepieds à l’ouverture des portes, des petits coffres de rangement, un briquet électrique avec cendriers, des cintres pour accrocher les vêtements ou encore un interphone permettant aux passagers de communiquer avec le conducteur à travers une cloison vitrée.

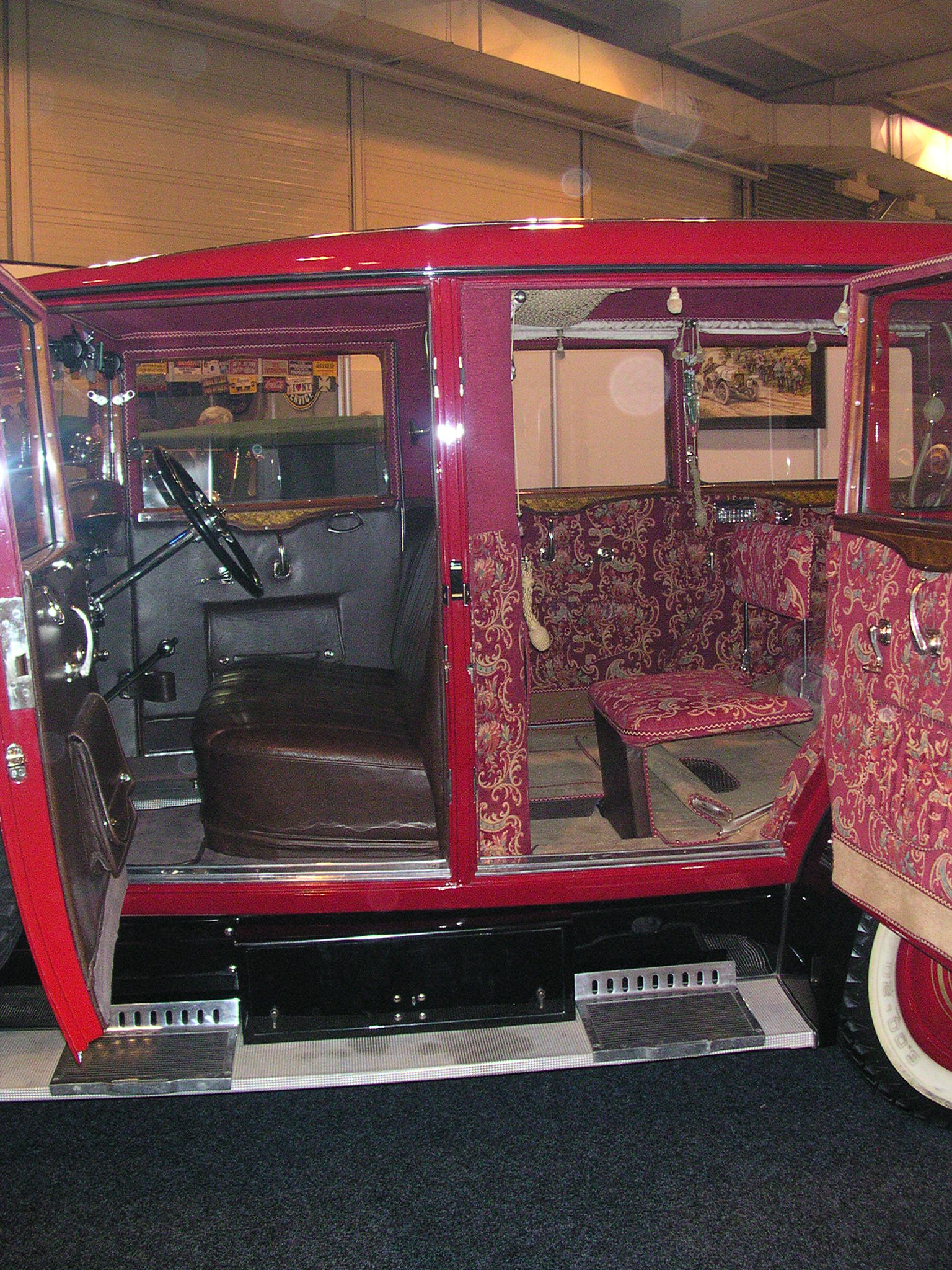
Intérieur d'une Grand de 1929

Le prix atteignait jusqu’à 140 000 couronnes. L'équivalent du prix en France d'une Delage ou d'une Panhard-Lavassor haut de gamme.
Entre 1927 et 1928, 152 véhicules furent produits.
En 1929, l’alésage fut augmenté à 72 mm pour porter la cylindrée à 3 580 cm3 pour une puissance de 70 ch. Cette évolution intégrait des améliorations techniques telles qu’un allumage Bosch à dynamo et régulation automatique, et deux carburateurs Zenith adaptés aux démarrages par temps froid.
La grande dépression économique interrompit brutalement la production, qui ne reprit que deux ans plus tard.
Pour la dernière version de la Grand produite en 1931 et 1932, l’alésage fut porté à 80 mm pour une cylindrée de 4 429 cm3, et la puissance atteignit 89 ch à 3 400 tr/min, avec une consommation de 22–24 litres aux 100 km. L’empattement fut porté à 3,60 m. Certains modèles, destinés à des représentations officielles, avaient une carrosserie agrandie, mesurant 5,70 m de longueur et 1,825 m de largeur. Le poids pouvait aller jusqu’à 2 300 kg.
La production de la Praga Grand prit fin avec ces séries

## Modèles
Un total de 1 196 véhicules furent produits, dont 897 avec des moteurs quatre cylindres et 299 avec des moteurs huit cylindres.

### Versions à moteur quatre cylindres
Série 1 (1912) - Moteur 3 824 cm3 (45 ch) à 1 800 tr/min - 25 unités produites (Prix : 20 000 couronnes autrichiennes)
Séries 2 à 8 (1913-1917) - Moteur 3 824 cm3 (48 ch) à 1 900 tr/min - 50 unités produites en 1913, 40 en 1914, 30 en 1915, 80 en 1916 et 210 en 1917 (Prix : 25 000 couronnes en 1917).
Séries 9 à 10 (1920-1921) - Moteur 3 824 cm3 (53 ch) à 2 000 tr/min - 201 unités produites
Séries 11 à 13 (1922-1926) - Moteur 3 824 cm3 (62 ch) à 2 400 tr/min - 300 unités produites (Prix : 115 000 à 150 000 couronnes tchèques)

### Versions à moteur huit cylindres
Séries 14 et 15 (1927-1928) - Moteur 3 392 cm3 (60 ch) à 3 000 tr/min - 152 unités produites (Prix 140 000 couronnes)
Série 16 (1929-1930) - Moteur 3 580 cm3 (70 ch) - 100 unités produites
Séries 17 et 18 (1931-1932) - Moteur 4 424 cm3 (87 ch à 3 400 tr/min) - 48 unités produites

## Grand fabriquées sous licence

### Rába
En 1913, la Société hongroise de transport ferroviaire et de machines-outils (Magyar Waggon- és Gépgyár Részvénytársaság) basée à Győr, conclut un accord pour produire sous licence des modèles Praga qu’elle commercialisa sous le nom de Rába.
Lorsqu’éclata le premier conflit mondial, la firme adapta sa production à l’économie de guerre et assembla des moteurs Grand pour équiper des batteuses, des meuleuses, des affuteuses… En 1916, 500 exemplaires étaient sortis des chaînes.

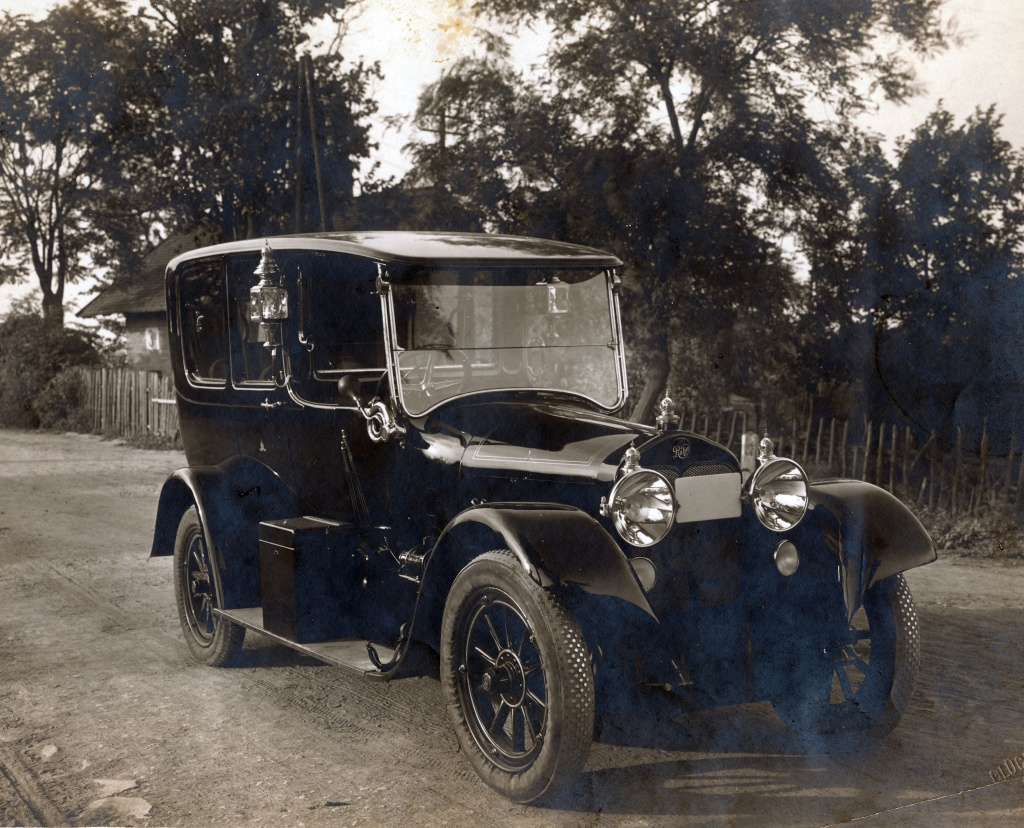
Rába Grand

En 1917, Rába commença à fabriquer des modèles Grand. Ils furent  aménagés, comme ceux produits à Libeñ, à des fins militaires comme voiture de commandement, véhicule blindé ou ambulance. C’est dans cette usine qu’aurait été fabriqué l’exemplaire dédié à l’empereur Charles Ier lors de son accession au trône en 1916.
Le modèle fut produit jusqu’en 1925, pour un total de 250 exemplaires.
À partir de cette date, Rába entreprit de produire des camions et bus Praga type L dont le moteur et plusieurs éléments structuraux étaient empruntés à la Grand.

### Oświęcim-Praga

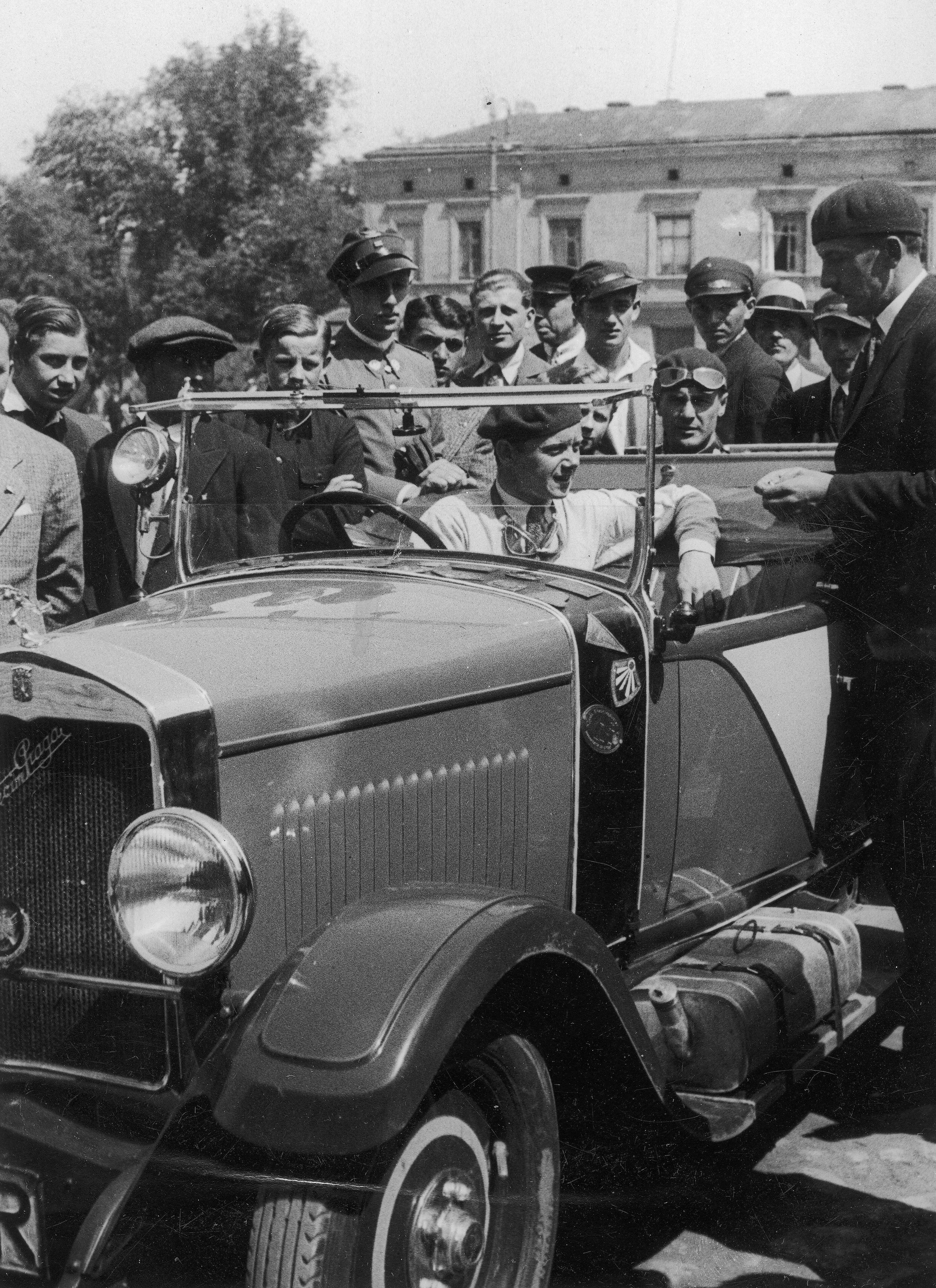
Jan Ripper au volant d'une Oświęcim-Praga à l'arrivée d'une course organisée par l'Automobile Club de Cracovie, qu'il remporta

En 1928, Praga conclut un accord avec une société de matériel agricole d’Oświęcim (Pologne) appelée Potęga dans le but de produire des véhicules sous la marque d’Oświęcim-Praga.  
La société créée le 13 avril 1929 prit le nom d'Usine réunie de machines et voitures (Zjednoczenia Fabryk Maszyn i Samochodów). Une unité de production fut ouverte dans l’ancienne usine Potęga en décembre 1929. La ČKD détenait 65% des parts. Les châssis étaient fabriqués en Tchécoslovaquie et les carrosseries produites à Oświęcim à partir des panneaux d’acier embouti également fournis par Praga. Tous les autres composants : bois, tapisseries, batteries, pneus, petits équipements… venaient de fournisseurs polonais.
Le site ayant lancé sa production en pleine crise économique, il est douteux qu'il ait produit plus que quelques unités du modèle.